# I'm a Fucked Up Dancer, but My Moods Are Swinging
I'm a Fucked Up Dancer, but My Moods Are Swinging is het tweede studioalbum van de Nederlandse punkband I Against I. Het was tevens het laatste album dat de band via Epitaph Records uit liet geven. Het werd volgens de website van Epitaph zelf op 16 oktober in Europa en op 1 november in de Verenigde Staten uitgebracht. Andere bronnen stellen echter dat het album alleen in Europa is uitgebracht. In 2001 besluit Epitaph Records niet meer door te gaan met I Against I vanwege de slechte verkoopcijfers.
De vinyl-versie van het album bevat een nummer minder dan de cd-versie, namelijk "Maybe Tomorrow (Remix)", een remix van een nummer dat oorspronkelijk op het album Headcleaner stond. De volgorde is verder wel gewoon hetzelfde.

## Nummers
1. "Maybe Tomorrow (Remix)" - 0:45
2. "1963" - 2:53
3. "Nothing Happened" - 2:06
4. "Who's Losing" - 3:30
5. "A Love Supreme" - 1:48
6. "Only Alphabet" - 2:54
7. "Change of Address" - 3:50
8. "Seconds Away" - 2:47
9. "One Last Warning" - 3:48
10. "Standard Free" - 2:33
11. "Read and Weep" - 2:29
12. "Space Odyssey" - 3:13
13. "Best Place in the World to Leave" - 1:04
14. "Pick Up Lines" - 2:58